# Laurentiusbrücke
Le Laurentiusbrücke est un pont à Wurtzbourg au-dessus du Main. Il relie le quartier de Dürrbachtal à la commune voisine de Zell am Main.

## Histoire
Un service de bac sur le Main près de Zell am Main existe à partir de 1583. Les droits de bac appartiennent à l'origine à l'abbaye d'Unterzell. En 1814, la municipalité de Zell l'acquiert de l'État bavarois. Avec l'ouverture du pont de Zell en 1903, le service du bac cesse.
En 1901, l'usine de machines d'impression Koenig & Bauer abandonne ses installations de production dans le monastère d'Oberzell et les relocalise sur la rive droite du Main, dans le district de Würzburg. Afin de faciliter l'accès au travail des ouvriers de Zell, étant donné que les opérations de bac ne sont pas possibles en cas de marée haute ou de glace, la commune de Zell fait construire un pont principal à l'extrémité sud de la ville. Le coût de construction de 295 000 marks est financé par Koenig & Bauer avec 60 000 marks, le Royaume de Bavière avec 30 000 marks et la ville de Wurtzbourg avec 36 000 marks. Le 5 août 1902, la société de Wurtzbourg Friedrich Buchner commence les travaux de construction. L'inauguration a lieu le 22 novembre 1903.
Le pont en arc massif avait cinq ouvertures et était fait de calcaire coquillier. Le pilier dressé dans le Main portait les armoiries de Laurent de Rome. De gauche à droite, les largeurs libres entre les piles étaient de 37 m, 37 m, 35 m, 33 m et 29 m. La largeur totale était de 6 m. Les piles sont conçues pour un élargissement ultérieur du pont. Cela a lieu en 1930 avec 0,6 m de part et d'autre.
Le 1er avril 1945, des ingénieurs allemands font sauter les trois arches intérieures. Une passerelle de secours en fer, qui repose sur les piles restantes, est ouverte le 1er octobre 1945. À l'été 1950, la société Würzburg Löhe & Co. commence la reconstruction. La fondation endommagée du pilier de la Main est réparée et le pont est reconstruit avec des arcs nervurés en béton pour une chaussée de 5,6 m de large et des passerelles en porte-à-faux de 1,6 m de large des deux côtés. Les coûts de construction s'élèvent à 600 000 marks allemands. Le 9 décembre 1951, le bâtiment est inauguré par l'évêque de Wurtzbourg Julius Döpfner.
En 1968, le contournement de Zell est ouvert à la circulation. En 1982, 14 644 véhicules ont emprunté le pont. En 1994-1995, le volume élevé du trafic et les déficiences structurelles conduisent à la construction d'un ouvrage de remplacement plus de deux fois plus large. Les piliers sont conservés, les arcs sont brisés et remplacés par une construction en poutres. Le nouveau pont a quatre voies et une piste cyclable et piétonne combinée de chaque côté. Le pont en béton précontraint de 191,7 m de long a une poutre continue à cinq travées comme système structurel dans le sens longitudinal. Dans le sens transversal, la superstructure de 21,2 m de large est conçue comme une section de poutre-caisson. La superstructure est construite en dix sections par Philipp Holzmann en utilisant la méthode de lancement incrémental.

## Source de la traduction
- (de) Cet article est partiellement ou en totalité issu de l’article de Wikipédia en allemand intitulé « Laurentiusbrücke » (voir la liste des auteurs).